# FUN test
Il FUN test è un metodo di datazione relativa utilizzato in campo archeologico, che si basa sulla determinazione delle quantità di fluoro, uranio e azoto (F per fluoro, U per uranio e N per azoto = FUN) presenti nel materiale organico (ossa), e che mutano gradualmente a partire dal momento della morte.
In particolare l'azoto diminuisce con la perdita del contenuto proteico, mentre fluoro e uranio vengono assorbiti dall'acqua ambientale. Poiché la velocità del processo varia con il variare del luogo, si tratta di un metodo di datazione relativa, applicabile solo ai resti pertinenti ad un unico sito e non è quindi possibile comparare ossa (o altro materiale organico) provenienti da siti diversi.